# Andreas Hoevel
Andreas Hoevel, auch André Hoevel (* 24. Februar 1900 in Pallien, heute Trier; † 28. August 1942 in Frankfurt-Preungesheim) war ein deutscher Widerstandskämpfer gegen den Nationalsozialismus.

## Leben

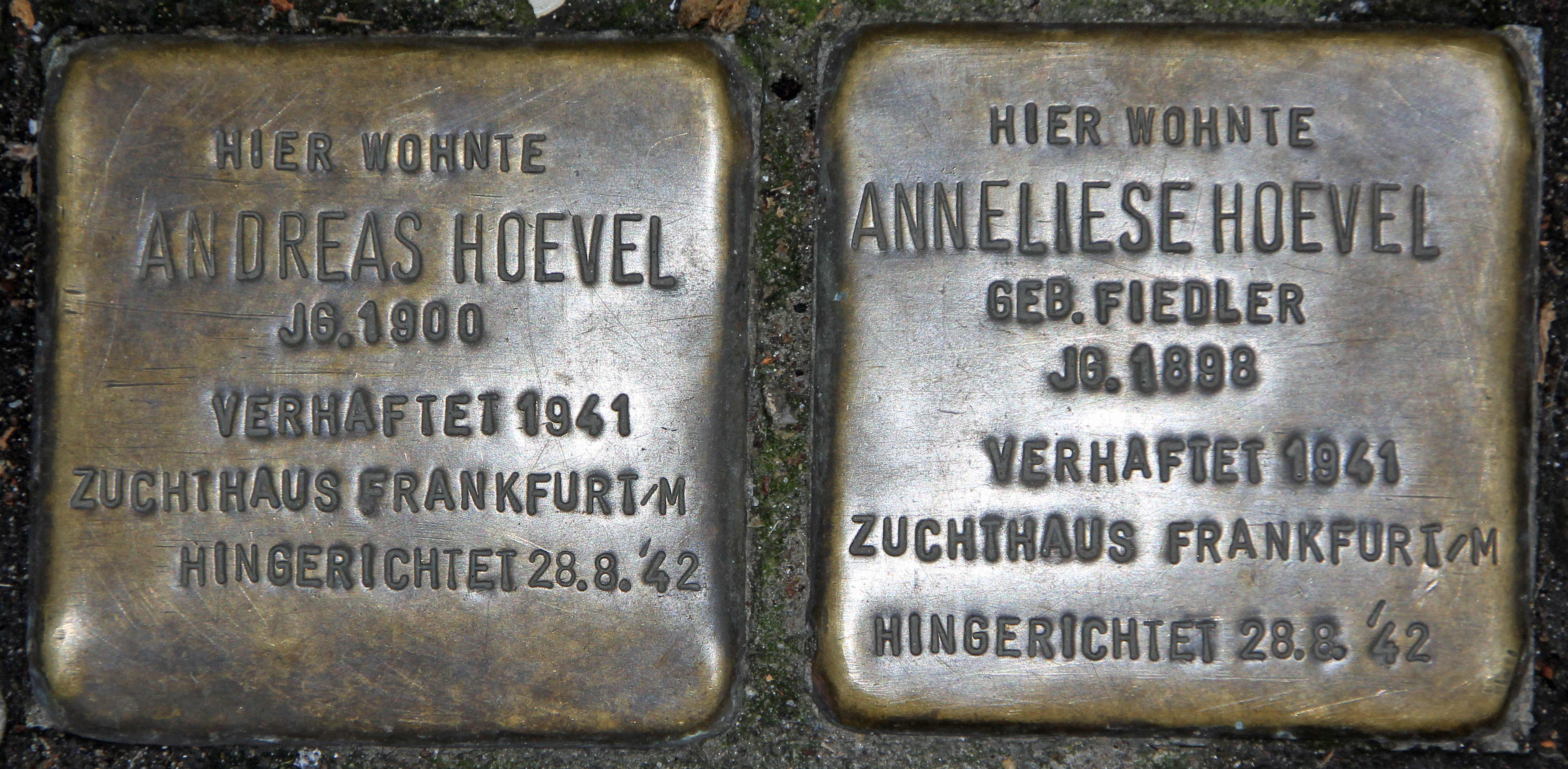
Stolpersteine für die Eheleute Hoevel in der Trierer Str. 97 in Koblenz

Andreas Hoevel meldete sich als Kriegsfreiwilliger, begann 1919 ein Studium der Land- und Volkswirtschaft an der Universität Bonn und betätigte sich 1920 bis 1927 als landwirtschaftlicher Verwalter in den USA.
Nach seiner Rückkehr nach Deutschland arbeitete er bis 1929 als Industriekaufmann in Berlin. 1930 wurde er Abteilungsleiter bei den Opel-Werken in Wiesbaden und war KPD-Funktionär. Von den Nationalsozialisten 1933 verhaftet, war er bis 1935 im Zuchthaus, bis 1938 im Konzentrationslager Buchenwald inhaftiert und bildete nach seiner Entlassung eine politische Widerstandsgruppe, die, von Wiesbaden ausgehend, Kontakte bis Koblenz und Berlin pflegte. Er verbreitete vor allem unter Wehrmachtsangehörigen die Nachrichten der BBC. Er besaß enge Beziehungen zu dem antifaschistisch eingestellten Leutnant Kleinz und dem kommunistischen Soldaten Rudolf Steinwand.
Am 30. November 1941 wurden Hoevel und seine Ehefrau Anneliese in Koblenz festgenommen und am 26. Juni 1942 am Oberlandesgericht Kassel zusammen mit Margarete Noetzel und Jakob Newinger aus Koblenz wegen „Vorbereitung eines hochverräterischen Unternehmens und Verbrechens gegen die Verordnung über außerordentliche Rundfunkmaßnahmen“ zum Tode verurteilt. In den Morgenstunden des 28. August 1942 wurden die Verurteilten im Strafgefängnis Frankfurt-Preungesheim durch das Fallbeil hingerichtet.
Er war Vorbild für einen der Protagonisten des KZ-Romans Nackt unter Wölfen (1958) von Bruno Apitz.

## Ehrungen/Benennungen
- In Frankfurt a. M. wurde im Stadtteil Nordend-West eine Straße in „Anneliese-Hoevel-Straße“ benannt.
- In Koblenz wurde im Stadtteil Rauental eine Straße in „Hoevelstraße“ benannt.
- In Wiesbaden vor dem Haus Herderstraße 10 sind Stolpersteine für André Hoevel und Anneliese Hoevel verlegt.[2]
- In seinem Geburtsort Trier-Pallien wurde eine Straße in „Andreas Hoevel-Straße“ benannt.
- „Mahnmal Trier“ erinnert mit einer Gedenkseite an Andreas Hoevel.[3]
- Im Stattführer Trier im Nationalsozialismus ist dem Ehepaar Hoevel ein Abschnitt gewidmet.[4]
- In Trier liegt für Andreas 'Andre' Hoevel ein Stolperstein.[5]